# Stephanie Laier
Stephanie Laier   (Heidelberg, 12 d'agost de 1985), coneguda també com a Steffi Laier, és una antiga pilot professional de motocròs alemanya. Al llarg de la seva carrera en va guanyar nombrosos campionats nacionals i internacionals en categoria femenina, entre ells la primera Copa del món i tres campionats del món (WMX) consecutius, a més de sengles campionats d'Europa, AMA i dels Països Baixos. Va tenir èxit també en la modalitat de l'enduro i en va guanyar el Campionat d'Europa (EEC) en categoria femenina.

## Biografia
Steffi Laier va començar a conduir motocicletes de petita. Va disputar la seva primera cursa de motocròs el 1992, a set anys. El 2001, a setze, va guanyar l'anomenat WML International Motocross Championship, una cursa internacional celebrada als Estats Units que ha estat considerada l'antecessora de l'actual campionat del món de motocròs femení. Va repetir aquesta victòria els anys 2002 i 2003. Aquell any, a més, va guanyar el Campionat AMA de motocròs en categoria femenina (Women's MX). El 2004 va competir al Campionat d'Europa d'enduro en categoria femenina i en va guanyar el títol.
El 2005, l'any en què la FIM va instaurar la primera Copa del món de motocròs femení, Laier hi va participar i la va guanyar. L'any següent hi quedà segona i el 2007, després de patir diverses lesions, va ser-hi dotzena. El 2008, la FIM apujà l'antiga Copa d'Europa a categoria de Campionat del Món (l'actual WMX) i Laier hi quedà segona. Acabada la temporada va fitxar per l'equip oficial de KTM, el Red Bull KTM Factory Racing Team. La temporada següent, 2009, va guanyar el campionat del món amb autoritat després de vèncer en 9 de les 14 curses programades al llarg dels set Grans Premis (en totes les altres, llevat d'una en què fou desqualificada, acabà en posició de podi). En guanyar el títol del 2009, Laier esdevingué l'única a haver guanyat tant l'antiga Copa del món com el nou Campionat WMX. Els anys 2010 i 2011 va revalidar el seu títol.
Steffi Laier va seguir competint força anys més. El 2012 va guanyar el Campionat dels Països i el 2019 el Campionat d'Europa (EMX). Es va retirar del campionat del món un cop acabada la temporada del 2018 i a finals del 2020 es va retirar definitivament de les competicions de motocròs, tot i que va seguir competint en enduro.

## Palmarès

### Títols per any
| Any  | Equip | Campionat                    | Classe     |
| ---- | ----- | ---------------------------- | ---------- |
| 2001 | KTM?  | WML International            | -          |
| 2002 | KTM?  | WML International            | -          |
| 2003 | KTM   | WML International            | -          |
| 2003 | KTM   | AMA Motocross                | Women's MX |
| 2004 | KTM   | EEC                          | Dones      |
| 2005 | KTM   | Copa FIM de motocròs femení  | -          |
|      |       |                              |            |
| 2009 | KTM   | WMX                          | -          |
| 2010 | KTM   | WMX                          | -          |
| 2011 | KTM   | WMX                          | -          |
| 2012 | KTM   | Campionat dels Països Baixos | Dones      |
|      |       |                              |            |
| 2019 | KTM   | EMX                          | Women      |

### Resum
- 3 Campionats del món de motocròs femení (WMX)
- 1 Copa FIM de motocròs femení
- 3 WML International Motocross Championship
- 1 Campionat d'Europa de motocròs Women
- 1 Campionat AMA de motocròs Women's MX
- 1 Campionat dels Països Baixos de motocròs Dones
- 1 Campionat d'Europa d'enduro Dones

### Resultats al mundial de motocròs femení
Font:
| Any  | Motocicleta | Posició |
| ---- | ----------- | ------- |
| 2005 | KTM         | 1a      |
| 2006 | KTM         | 2a      |
| 2007 | KTM         | 12a     |
| 2008 | KTM         | 2a      |
| 2009 | KTM         | 1a      |
| 2010 | KTM         | 1a      |
| 2011 | KTM         | 1a      |
| 2012 | Kawasaki    | 20a     |
| 2013 | Kawasaki    | 3a      |
| 2014 | Suzuki      | 4a      |
| 2015 | KTM         | 11a     |
| 2016 | KTM         | 16a     |
| 2017 | KTM         | 16a     |
| 2018 | KTM         | 5a      |

1. ↑  Fins al 2007 inclòs el Campionat del Món femení tenia rang de Copa del Món.